# Freilassing
Freilassing est une ville d'Allemagne, située dans l'arrondissement du Pays-de-Berchtesgaden, dans le Land de Bavière. C'est une ville ferroviaire qui se trouve tout près de la frontière autrichienne au nord-ouest de Salzbourg.

## Géographie

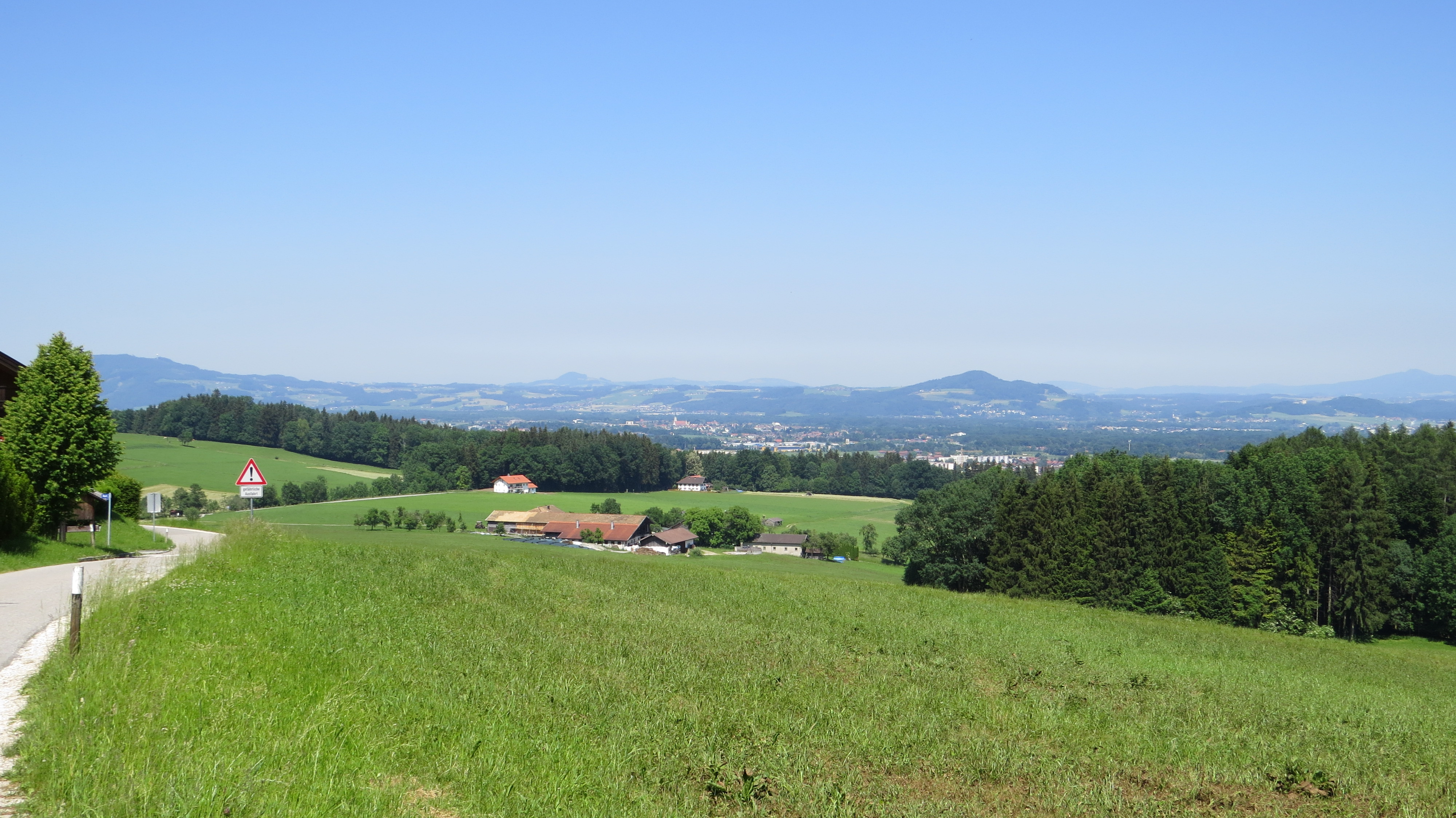
Vue vers Freilassing depuis le sud-ouest.

Freilassing se situe dans l'extrême sud-est de la Haute-Bavière (Rupertiwinkel). Le centre de la ville frontalière se trouve à 7 km au nord-ouest du centre-ville de Salzbourg et à 24 km au nord de celui de Berchtesgaden (à vol d'oiseau).
Son altitude avoisine les 440 mètres d'altitude, sur un terrain pratiquement plat, en bordure nord des Alpes de Berchtesgaden.

### Quartiers
En plus du centre-ville, le territoire communal comprend 17 localités :
| - Aumühle - Brodhausen - Eham - Hagen - Hofham - Hub | - Klebing - Lohen - Obereichet - Oedhof - Saalbrück - Sailen | - Salzburghofen - Schaiding - Stetten - Untereichet - Wassermauth |

### Transports
La gare frontière de Freilassing représente un nœud ferroviaire essentiel, reliée à la ligne de Rosenheim à la gare centrale de Salzbourg avec des embranchements vers Mühldorf (un tronçon de la Magistrale européenne) et à Bad Reichenhall. Elle est desservie par les trains InterCity et EuroCity, ainsi que Regional-Express et Regionalbahn et se trouve également raccordée au réseau urbain de la S-Bahn de Salzbourg.
La Bundesstraße 20 (Bad Reichenhall–Laufen) et la Bundesstraße 304 (Traunstein–Freilassing) se croisent au sud de la ville. Un accès à l'autoroute 8 se trouve à dix kilomètres au sud-est. L'autoroute autrichienne A1 se situe à environ cinq kilomètres de la ville.

## Histoire
| Appartenances historiques Principauté archiépiscopale de Salzbourg 1328-1803 Électorat de Salzbourg 1803-1805 Empire d'Autriche 1805-1809 Royaume de Bavière 1809-1918 République de Weimar 1918–1933 Reich allemand 1933–1945 Allemagne occupée 1945–1949 Allemagne 1949–présent |

Au VIe siècle, vers la fin des grandes migrations, les tribus germaniques des Bavarii s'installent dans la région sur les bords de la Saalach et de la Salzach. Les ducs bavarois de la dynastie des Agilolfinges installent une cour sur le site du village de Salzburghofen (probablement dans une motte féodale), près du siège épiscopal de Salzbourg. Le lieu est donné au Xe siècle à l'archidiocèse de Salzbourg. 
Le nom de Freilassung est cité pour la première fois dans un manuscrit de la première moitié du XIIe siècle. Néanmoins, en tant que bourg, la localité était connue sous le nom de Salzburghofen, appellation qu'il conservera jusqu'en 1923. Pendant des siècles, elle appartenait à l'archevêché de Salzbourg, État immédiat des princes-archevêques de Salzbourg.

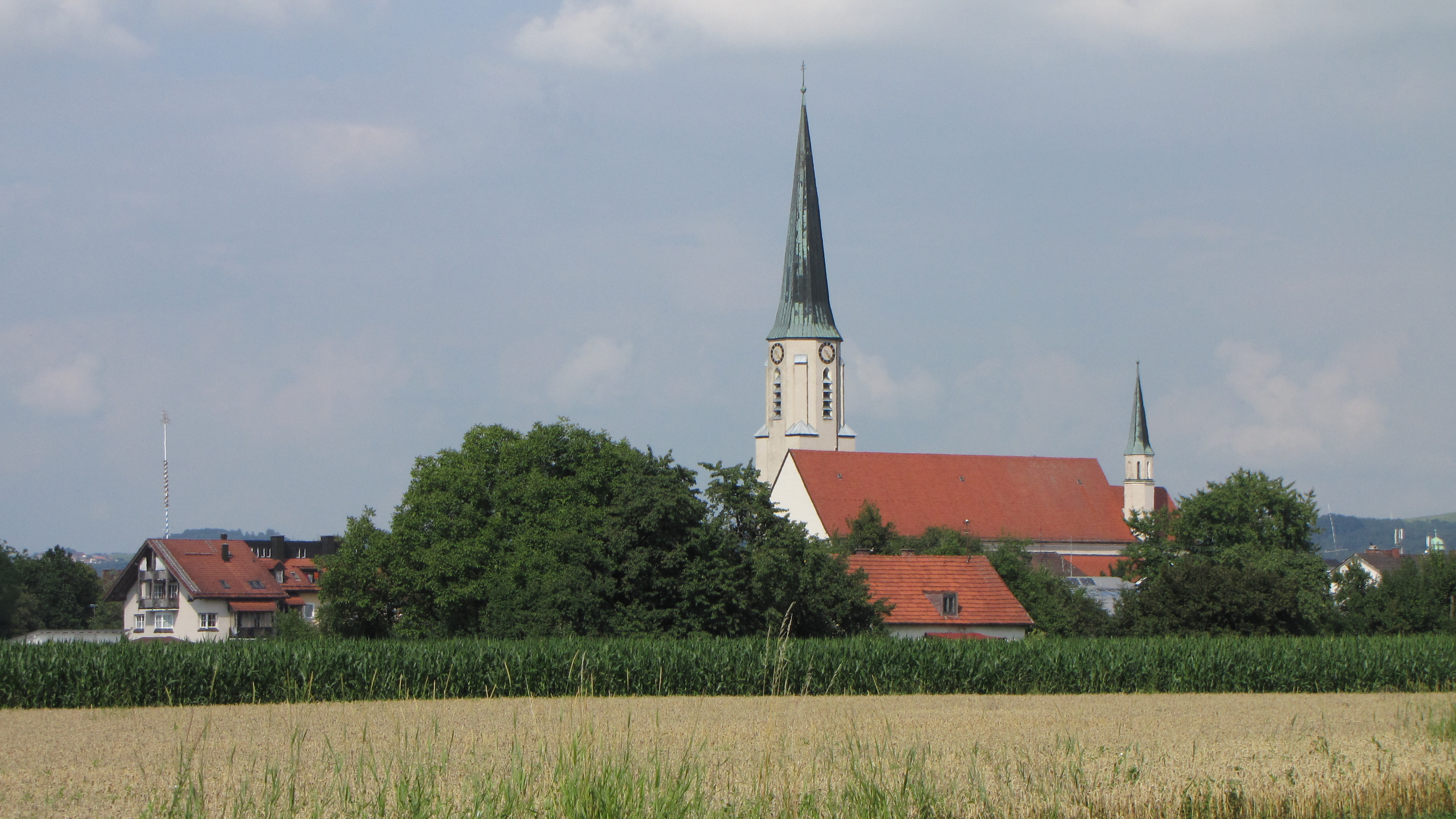
Église paroissiale Saint-Rupert.

Après que le recès d'Empire de 1803 mit un terme au pouvoir temporel des archevêques, Freilassing reviendra
finalement au nouveau royaume de Bavière en 1810 et devint ville frontalière lorsque la ville de Salzbourg passe à l'empire d'Autriche selon les stipulations du traité de Munich conclu en 1816.
La commune connut un essor économique après qu'elle est reliée au réseau des Chemins de fer royaux bavarois avec l'ouverture de la ligne de Rosenheim à Salzbourg en 1860. Elle subit un bombardement aérien le 25 avril 1945, et se développe de nouveau après la Seconde Guerre mondiale à la suite de l'installation de réfugiés et de déplacés. Il obtient le rang de ville en 1954.
De 2015 jusqu'en 2019, Freilassing était une des principales portes d'entrée des migrants en Allemagne, et possèdait un camp de transit.

## Personnalités liées à la commune
- Florian Grassl (né en 1980), skeletoneur ;
- Katharina Trost (née en 1995), athlète.

Le voyant Alois Irlmaier y meurt en 1959.